# Ferran Zvonimir d'Habsburg
Ferdinand Zvonimir Maria Balthus Keith Michael Otto Antal Bahnam Leonhard von Habsburg-Lothringen (Salzburg, Àustria, 21 de juny de 1997), més conegut com a Ferran Habsburg, és un pilot d'automobilisme austríac i hereu de la Casa d'Habsburg-Lorena. Actualment competeix el Campionat mundial de resistència de la FIA en l'equip Team WRT i en la European Le Mans Series amb Prema Racing.
El 2021, amb el protótip LMP2, va guanyar les 24 Hores de Le Mans i el Campionat del Món de Resistència juntament amb Charles Milesi i Robin Frijins.

## Resum de la carrera esportiva
| Temporada | Categoria                                         | Equip                | Curses               | Victòries            | Poles                | VR                   | Podis                | Punts                | Pos.                 |
| --------- | ------------------------------------------------- | -------------------- | -------------------- | -------------------- | -------------------- | -------------------- | -------------------- | -------------------- | -------------------- |
| 2014      | Fórmula Renault 1.6 NEC                           | Lechner Racing       | 15                   | 0                    | 0                    | 0                    | 4                    | 213                  | 4t                   |
| 2015      | Fórmula Renault 2.0 NEC                           | Fortec Motorsports   | 11                   | 0                    | 0                    | 0                    | 0                    | 62                   | 18è                  |
| 2015      | Eurocopa de Fórmula Renault 2.0                   | Fortec Motorsports   | 5                    | 0                    | 0                    | 0                    | 0                    | 0                    | NC†                  |
| 2015      | Fórmula Renault 2.0 Alpes                         | Fortec Motorsports   | 3                    | 0                    | 0                    | 0                    | 0                    | 0                    | NC†                  |
| 2015      | Eurofórmula Open                                  | Drivex School        | 2                    | 0                    | 0                    | 0                    | 0                    | 0                    | NC†                  |
| 2015      | Toyota Racing Series                              | Victory Motor Racing | 16                   | 0                    | 1                    | 1                    | 2                    | 490                  | 11è                  |
| 2016      | Eurofórmula Open                                  | Drivex School        | 16                   | 2                    | 4                    | 1                    | 12                   | 247                  | 2n                   |
| 2016      | Campionat espanyol de F3                          | Drivex School        | 6                    | 1                    | 1                    | 0                    | 4                    | 90                   | 3r                   |
| 2016      | Eurocopa de Fórmula Renault 2.0                   | Fortec Motorsports   | 15                   | 0                    | 1                    | 0                    | 2                    | 57                   | 10è                  |
| 2016      | Fórmula Renault 2.0 NEC                           | Fortec Motorsports   | 10                   | 0                    | 0                    | 0                    | 2                    | 130                  | 11è                  |
| 2016      | Gran Premi de Macau                               | Fortec Motorsports   | 1                    | 0                    | 0                    | 0                    | 0                    | N/A                  | DNF                  |
| 2016      | Toyota Racing Series                              | Giles Motorsport     | 15                   | 2                    | 0                    | 1                    | 4                    | 727                  | 4t                   |
| 2017      | Campionat europeo de Fórmula 3 de la FIA          | Carlin               | 30                   | 1                    | 0                    | 2                    | 4                    | 187                  | 7è                   |
| 2017      | Gran Premi de Macau                               | Carlin               | 1                    | 0                    | 0                    | 0                    | 0                    | N/A                  | 4t                   |
| 2017      | Toyota Racing Series                              | M2 Competition       | 15                   | 0                    | 0                    | 0                    | 2                    | 568                  | 8è                   |
| 2018      | Campionat europeo de Fórmula 3 de la FIA          | Carlin               | 30                   | 0                    | 0                    | 2                    | 1                    | 87                   | 13è                  |
| 2018      | International GT Open                             | Drivex School        | 2                    | 0                    | 0                    | 0                    | 0                    | 1                    | 44è                  |
| 2018      | IMSA SportsCar Championship - Prototip            | Jackie Chan DCR Jota | 1                    | 0                    | 0                    | 0                    | 0                    | 26                   | 51è                  |
| 2018      | Gran Premi de Macau                               | Motopark             | 1                    | 0                    | 0                    | 0                    | 0                    | N/A                  | 10è                  |
| 2019      | Deutsche Tourenwagen Masters                      | R-Motorsport II      | 17                   | 0                    | 0                    | 0                    | 0                    | 3                    | 18è                  |
| 2019      | Blancpain GT Series Endurance Cup                 | R-Motorsport         | 1                    | 0                    | 0                    | 0                    | 0                    | 0                    | NVC                  |
| 2019      | Gran Premi de Macau                               | ART Grand Prix       | 1                    | 0                    | 0                    | 0                    | 0                    | N/A                  | DNF                  |
| 2020      | Deutsche Tourenwagen Masters                      | Audi Sport Team WRT  | 17                   | 0                    | 1                    | 0                    | 1                    | 68                   | 10è                  |
| 2020      | GT World Challenge Europe Endurance Cup           | Audi Sport Team WRT  | 1                    | 0                    | 0                    | 0                    | 0                    | 0                    | NVC                  |
| 2020      | Intercontinental GT Challenge                     | Audi Sport Team WRT  | 1                    | 0                    | 0                    | 0                    | 0                    | 0                    | NVC                  |
| 2021      | Campionat Mundial de Resistència de la FIA - LMP2 | Team WRT             | 6                    | 3                    | 1                    | 0                    | 4                    | 151                  | 1r                   |
| 2021      | 24 Hores de Le Mans - LMP2                        | Team WRT             | 1                    | 1                    | 0                    | 0                    | 1                    | N/A                  | 1r                   |
| 2021      | European Le Mans Series - LMP2                    | Algarve Pro Racing   | 6                    | 0                    | 0                    | 0                    | 1                    | 27.5                 | 13è                  |
| 2021      | Asian Le Mans Series - LMP2                       | G-Drive Racing       | 4                    | 2                    | 0                    | 1                    | 3                    | 81                   | 1r                   |
| 2021      | IMSA SportsCar Championship - LMP2                | High Class Racing    | 1                    | 0                    | 0                    | 0                    | 0                    | 0                    | NVC‡                 |
| 2022      | Campionat Mundial de Resistencia de la FIA - LMP2 | RealTeam by WRT      | 6                    | 1                    | 1                    | 0                    | 3                    | 96                   | 4t                   |
| 2022      | 24 Hores de Le Mans - LMP2                        | RealTeam by WRT      | 1                    | 0                    | 0                    | 0                    | 0                    | N/A                  | 17è                  |
| 2022      | IMSA SportsCar Championship - LMP2                | Tower Motorsport     | 1                    | 0                    | 0                    | 0                    | 1                    | 0                    | NVC‡                 |
| 2022      | European Le Mans Series - LMP2                    | Prema Racing         | 6                    | 4                    | 0                    | 1                    | 5                    | 125                  | 1r                   |
| 2023      | Campionat Mundial de Resistència de la FIA - LMP2 | Team WRT             | Temporada en progrés | Temporada en progrés | Temporada en progrés | Temporada en progrés | Temporada en progrés | Temporada en progrés | Temporada en progrés |
| 2023      | 24 Hores de Le Mans - LMP2                        | Team WRT             | 1                    | 0                    | 0                    | 0                    | 0                    | N/A                  | 5è                   |
| Font:     |                                                   |                      |                      |                      |                      |                      |                      |                      |                      |